# Ladykillers, czyli zabójczy kwintet
Ladykillers, czyli zabójczy kwintet – amerykański film fabularny zrealizowany w roku 2004 przez braci Ethana i Joela Coenów. Remake angielskiego obrazu z 1955 roku, w Polsce znanego pod tytułem Jak zabić starszą panią.

## Fabuła
Marva Munson (Irma P. Hall) mieszka w małym miasteczku w Missisipi. Czarnoskóra starsza pani jest wdową, wiodącą spokojne życie, urozmaicane jedynie wizytami w pobliskim kościele oraz interwencjami policjantów ściągających z drzewa jej kotka. Wynajmuje ona pokój G.H. Dorrowi (Hanks), podającemu się za profesora ekscentrykowi chętnie cytującemu Edgara Allana Poe. Dorr rzekomo jest zainteresowany muzyką renesansową – urządza próby małej orkiestry. W rzeczywistości muzycy zamierzają obrabować sejf pobliskiego kasyna, a dom Mrs. Munson służy za bazę wypadową – w piwnicy kopią tunel.
Ekipę stanowią nieudacznicy podobni do swego szefa, m.in. azjatycki generał i niezbyt inteligentny futbolista. Mimo to udaje im się obrabować kasyno, kłopoty zaczynają się już po akcji – Mrs. Munson odkrywa pieniądze i zamierza zawiadomić policję. Nie skutkują żadne argumenty, ani próba przekupstwa. Trzeba będzie zabić starszą panią.

## Obsada
- Tom Hanks - Professor G.H. Dorr
- Irma P. Hall - Marva Munson
- Marlon Wayans - Gawain MacSam
- J.K. Simmons - Garth Pancake
- Tzi Ma - Generał
- Ryan Hurst - Lump Hudson
- Diane Delano - Górska dziewczyna
- George Wallace - Szeryf Wyner
- John McConnell - Zastępca szeryfa
- Jason Weaver - Weemack Funthes
- Stephen Root - Fernand Gudge
- Lyne Odums - Rosalie Funthes
- Walter K. Jordan - Elron
- George Anthony Bell - Pastor
- Greg Grunberg - Dyrektor Reklamy TV
- Robert Baker - Łapacz
- Blake Clark - Trener

i inni.